# あんべあつし
あんべ あつし（11月25日 - ）は、日本の男性声優、ナレーター。アナウンスクラブ所属。東京都出身。玉川大学文学部芸術学科演劇専攻卒業。身長168cm。旧名は安倍 敦（読み同じ）。
以前は81プロデュース、オフィスもりに所属していた。

## 出演作品

### テレビアニメ
1989年
- ダッシュ!四駆郎（木村、山森、一角、源太の父、安藤、係員、一夫、少年、記者A）
- 藤子・F・不二雄アニメスペシャル SFアドベンチャー T・Pぼん
- パラソルヘンべえ

1990年
- 昆虫物語みなしごハッチ（コオロギ、クロヤマアリB、カブト虫、大人虫(A)）
- それいけ!アンパンマン（ティーポットマン）
- 魔法のエンジェルスイートミント（サバランパパ）

2003年
- グリーングリーン（体育教師）

### OVA
1989年
- あの子に1000%（杜崎郁弥）
- エクスプローラーウーマン・レイ（チープ・ヘッド）
- エンゼルコップ
- 孔雀王2 幻影城
- 聖獣機サイガード -CYBERNETICS・GUARDIAN-
- 魔龍戦紀（死夜化）

1990年
- A.D.POLICE（アルース）
- ガッデム（ジョー）
- 校内写生
- 戦国武将列伝 爆風童子ヒッサツマン
- SOL BIANCA
- 緑野原迷宮 〜Sparkling Phantom〜（高橋秀一）
- 緑山高校 甲子園編（早坂徹）

### ゲーム
- SOL BIANCA（1991年、ギルドの男、悪人A、ゼブブ）

### ナレーション
- 情報満載ライブショー モーニングバード!（テレビ朝日）
- ぶらり温泉 健美の旅（BS-TBS）
- SL大図鑑（NHK）
- 名医が解決！人間ドックTV（フジテレビ）
- とくダネ!（フジテレビ）
- 学べる!!ニュースショー!（テレビ朝日）
- 教えて・からだのミカタ（BS-TBS）
- J-Art(BSフジ)
- めざましテレビ（フジテレビ）
- めざましどようび（フジテレビ）
- Amazonオーディブル